# Автошлях Р 63
Автошля́х Р 63 — автомобільний шлях регіонального значення в Україні. Проходить територією Чернівецької області через Данківці — Вартиківці — Кельменці (пункт контролю) — Кельменці — Сокиряни — Сокиряни (пункт контролю).

## Загальна довжина
Від автомобільної дороги Н03 — Вартиківці — контрольно-пропускний пункт Кельменці — Сокиряни — контрольно-пропускний пункт «Сокиряни» — 88,7 км.
Під'їзд до контрольно-пропускного пункту Росошани — 21,2 км.
Під'їзд до контрольно-пропускного пункту Кельменці — 1,8 км.
Разом — 111,7 км.

## Маршрут
Автошлях проходить через такі населені пункти:
| Автошлях Р 63                        |        |
| Чернівецька область                  |        |
| Дністровський район                  |        |
|                                      | Н03    |
| Данківці                             | Т 2610 |
| Кроква                               |        |
| Лівинці                              | Т 2616 |
| Путрине                              | Т 2613 |
| Вартиківці                           |        |
| Під'їзд до Ларга (пункт контролю)    |        |
| Нелипівці                            |        |
| Росошани                             |        |
| Під'їзд до Росошани (пункт контролю) |        |
| Кельменці                            | Т 2612 |
| Бузовиця                             |        |
| Іванівці                             |        |
| Струмок                              |        |
| Романківці                           |        |
| Сербичани                            |        |
|                                      | Т 0211 |
| Коболчин                             |        |
| Сокиряни                             |        |
| Сокиряни (пункт контролю)            |        |